# 逢甲纪念亭
逢甲纪念亭，位于中国广东省梅州市蕉岭县城，为蕉岭县的一个县级文物保护单位，类型为近现代重要史迹及代表性建筑，公布时间为1985年。
逢甲纪念亭的历史年代为1984。丘逢甲是清末台湾政治人物。